# Kraj Chabarowski

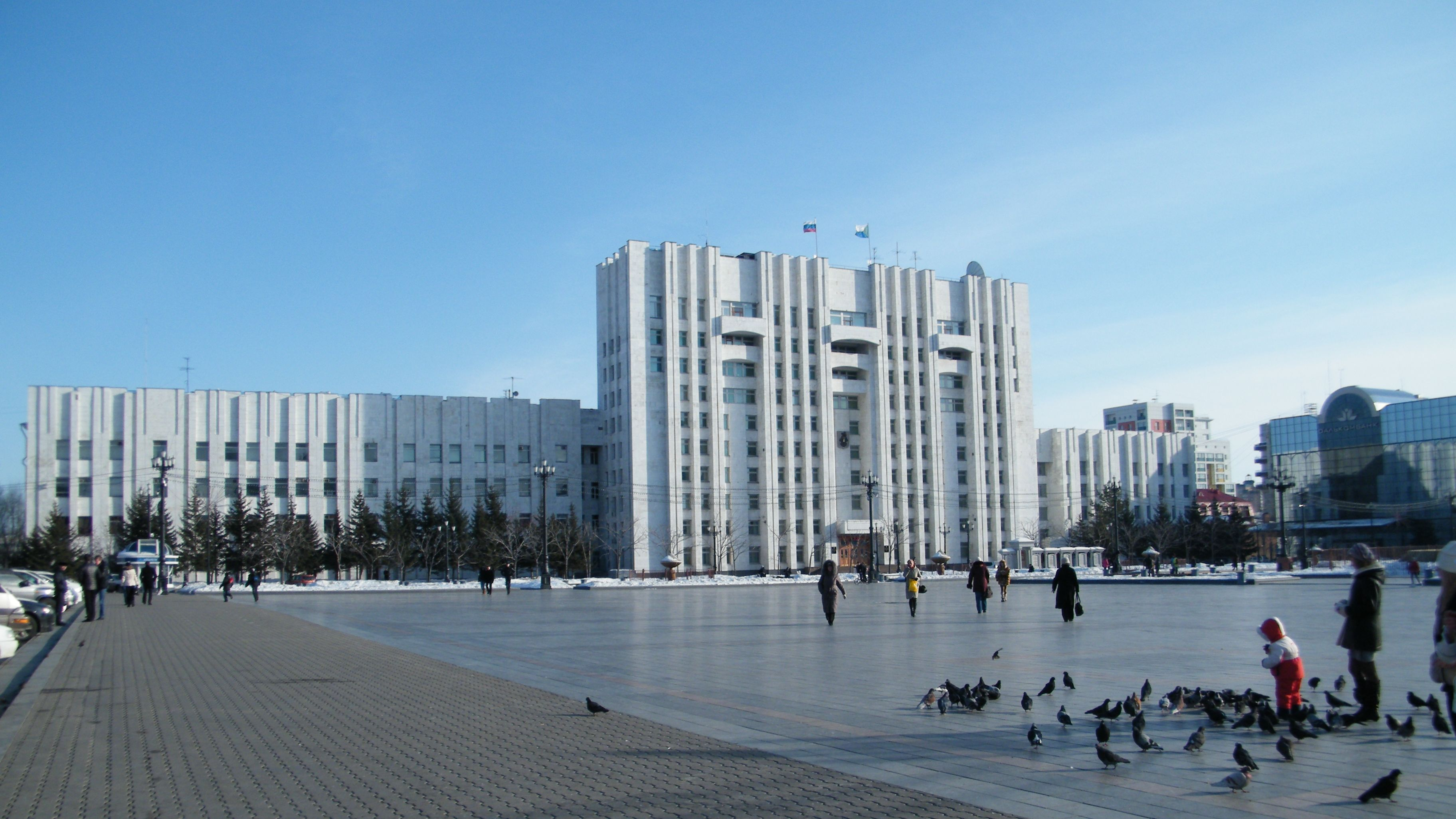
Gmach administracji kraju w Chabarowsku

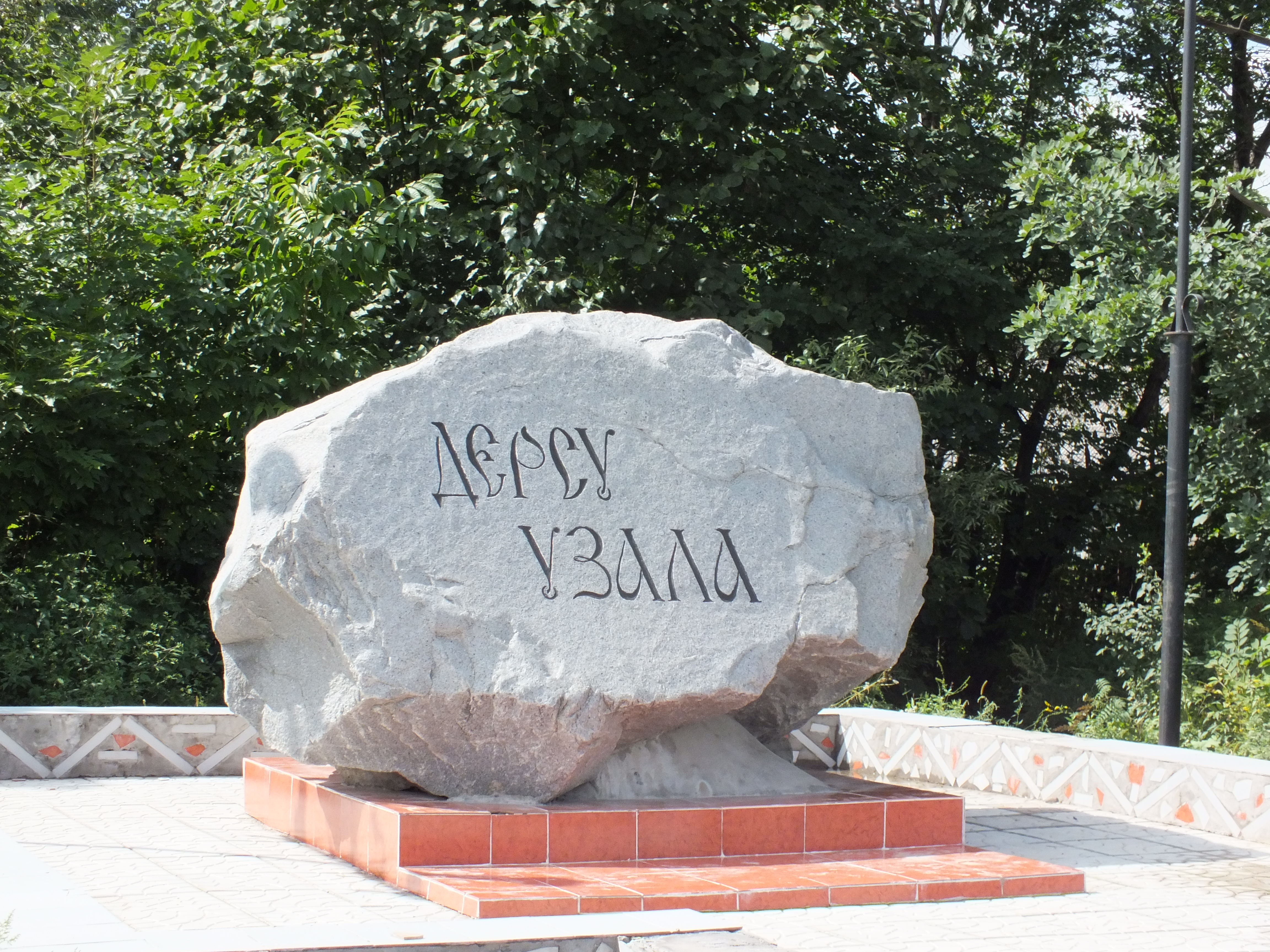
Kamień upamiętniający nanajskiego myśliwego Dersu Uzałę w Korfowskij

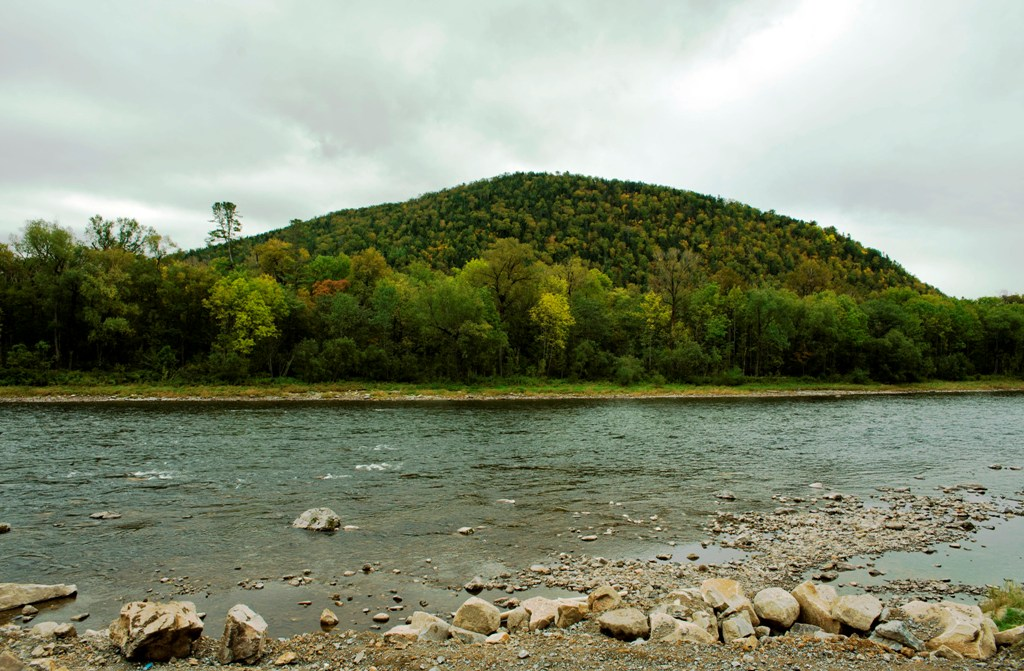
Aniujskij Park Narodowy

Kraj Chabarowski (ros. Хабаровский край) – jednostka administracyjna w Rosji. Graniczy: od północy z obwodem magadańskim, od zachodu z Jakucją i obwodem amurskim, na południu z żydowskim obwodem autonomicznym, Chinami i Krajem Nadmorskim, a od wschodu oblewają go wody Morza Ochockiego.

## Geografia
Kraj położony jest na dalekim wschodzie nad Morzem Ochockim.

### Strefa czasowa
Kraj Chabarowski należy do władywostockiej strefy czasowej (VLAD). UTC +10:00 przez cały rok. Wcześniej, przed 27 marca 2011 roku, obowiązywał czas standardowy (zimowy) strefy UTC+10:00, a czas letni – UTC+11:00.

## Podział administracyjny
Kraj Chabarowski składa się z 2 okręgów miejskich:
- Chabarowsk (Хабаровск)
- Komsomolsk nad Amurem (Комсомольск-на-Амуре)

oraz 17 rejonów miejskich:
- Rejon amurski (Амурский)
- Rejon ajano-majski (Аяно-Майский)
- Rejon bikiński (Бикинский)
- Rejon waniński (Ванинский)
- Rejon wierchnieburieński (Верхнебуреинский)
- Rejon wiaziemski (Вяземский)
- Rejon komsomolski (Комсомольский)
- Rejon nanajski (Нанайский)
- Rejon nikołajewski (Николаевский)
- Rejon ochocki (Охотский)
- Rejon imienia Łazo (имени Лазо)
- Rejon imienia Poliny Ospienko (имени Полины Осипенко)
- Rejon sowiecko-gawański (Советско-Гаванский)
- Rejon sołnieczny (Солнечный)
- Rejon tuguro-czumikański (Тугуро-Чумиканский)
- Rejon ulczski (Ульчский)
- Rejon chabarowski (Хабаровский).

## Gospodarka
W regionie rozwinął się przemysł maszynowy, stoczniowy, elektrotechniczny, drzewny, papierniczy, spożywczy, materiałów budowlanych, hutniczy, rafineryjny. W Kraju Chabarowskim uprawia się soję, zboże oraz hoduje się renifery.

## Tablice rejestracyjne
Tablice pojazdów zarejestrowanych w Kraju Chabarowskim mają oznaczenie 27 w prawym górnym rogu nad flagą Rosji i literami RUS.